# 目斗嶼
目斗嶼，是位於臺灣澎湖群島最北端的一個島嶼，位於吉貝嶼北方七公里處，因此又稱為座北島。

## 歷史
目斗嶼狀似木匠使用的墨斗，故早期稱墨斗嶼，自18世紀中期，目斗嶼周圍海域一直為澎湖群島北端的重要漁場，也是吉貝嶼居民的漁業場域，北島之名則實原於1844年英國海軍上校理查德·柯林森到訪澎湖做水文調查，並繪製一張澎湖地圖後所標示，日治時期，日本人沿襲英國的說法，乃將目嶼稱為北島，並取其諧音，稱為目斗嶼。
目斗嶼建有目斗嶼燈塔及一座福德祠，及瓦房、魚灶等先民遺蹟，燈塔地址為澎湖縣白沙鄉吉貝村20鄰吉貝186號。日治時期時曾有長住居民，後因生活條件極度不佳的情況下，居民漸漸遷往吉貝、白沙本島等地，現在該島僅有燈塔輪班值夜的管理人員居住。

## 地質
目斗嶼面積約0.0244平方公里，最高點10公尺，北側由微輝長斑岩構成，並有一條由東南到西北貫穿島嶼，被稱作海底隧道的海蝕溝會在退潮時露出洞口；南側由玄武岩構成，有一小片白沙灘。目斗嶼附近海域群礁遍佈，水深約一公尺，屬於沉水海蝕平台地形，澎湖俗諺「一磽、二吼、三西流、四鵝豆頭、五潭門、六東吉」中的磽指的是目斗嶼北面的大磽、二磽暗礁。

## 外部連結
- 目斗嶼 澎湖縣 - 交通部觀光局 （页面存档备份，存于）
- 目斗嶼 - Penghu.info｜澎湖知識服務平台 （页面存档备份，存于）